# Jeanette Bolden

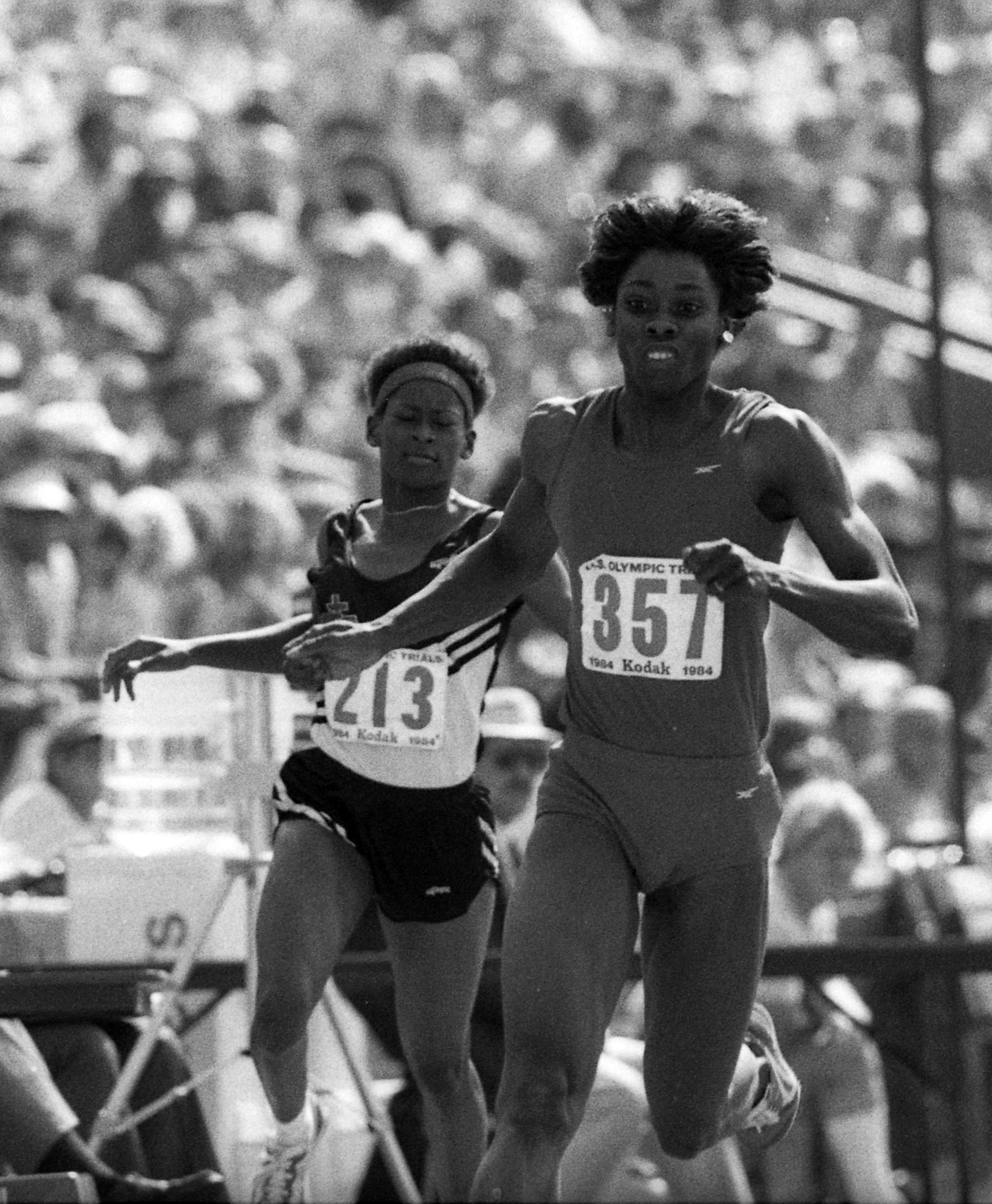
Jeanette Bolden (vorn, 1984)

Jeanette Bolden (* 26. Januar 1960 in Los Angeles) ist eine ehemalige US-amerikanische Leichtathletin, die 1984 eine olympische Goldmedaille gewann. 
Jeanette Bolden gehörte bereits beim Weltcup 1981 der US-amerikanischen Mannschaft an und siegte dort mit der 4-mal-100-Meter-Staffel. Bei den Olympischen Spielen 1984 in ihrer Heimatstadt Los Angeles belegte Bolden in 11,25 s den vierten Platz im 100-Meter-Lauf. Die Staffel in der Besetzung Alice Brown, Jeanette Bolden, Chandra Cheeseborough und Evelyn Ashford siegte im Finale in 41,65 s  mit über eine Sekunde Vorsprung auf die kanadische Staffel. 
Boldens schnellste Zeit von 11,08 s stammt aus dem Jahr 1986, aufgestellt beim Meeting in Zürich. 1983 stellte sie in der Halle mit 5,80 s über 50 Yards und 6,60 s über 60 Yards Weltbestleistungen auf. 1986 stellte sie nochmals mit 6,54 s den Weltrekord ein. 1988 beendete sie ihre Karriere, nachdem sie sich bei der Olympiaqualifikation für Seoul verletzt hatte.
Bereits während ihrer Karriere studierte Bolden an der UCLA. Nach ihrem Studium assistierte sie Bob Kersee und seit 1994 ist Jeanette Bolden Cheftrainerin der Leichtathleten an der UCLA. Sie wurde zusätzlich als Cheftrainerin der US-amerikanischen Frauenmannschaft bei den Olympischen Spielen 2008 berufen.
Jeanette Bolden hatte bei einer Größe von 1,74 m ein Wettkampfgewicht von 65 kg. Sie ist verheiratet und hat zwei Kinder.